# Carlos Hernández (auteur)
Cet article concerne l'auteur de bande dessinée. Pour le footballeur, voir Carlos Hernández.
Pour les articles homonymes, voir Hernández.
Hernández  Sánchez est un nom espagnol. Le premier nom de famille, en général paternel, est Hernández ; le second, en général maternel, souvent omis, est Sánchez.
J. Carlos Hernández Sánchez, dit Carlos Hernández ou Carlos Hernández Sánchez, est un illustrateur et auteur de bande dessinée espagnol, né le 14 décembre 1972 à Grenade en Andalousie.

## Biographie

### Enfance et formation
Carlos Hernández est né à Grenade en Andalousie, fils du peintre grenadin Alfonso Hernández Noda. Il est dessinateur autodidacte.

### Carrière
En 1994, il crée le personnage héroïque Chucky pour le journal Ideal, avant qu’il n’en développe un autre La tribu de Orceman, préhistoriquement inspiré de l'homme d'Orce, à partir de 1997.
En 2011, en tant que dessinateur et coloriste, il signe son premier roman graphique Sur les traces de Garcia Lorca (La Huella de Lorca) chez l'éditeur Norma Editorial, avec le scénariste El Torres. Il s'agit de la biographie sur Federico García Lorca, poète et dramaturge espagnol (1898-1936). Le 15 avril, l'ouvrage est présenté au salon international de bande dessinée de Barcelone (es), et vendu près de 2 000 exemplaires en Espagne. Dans cette même année, il poursuit des études en conservation et restauration de biens culturels à l'université de Séville jusqu’en 2015.
En 2015, il rentre à l'université Pablo de Olavide pour étudier l'histoire de l'art. Il y est diplômé Master en art et en conservation et restauration de biens culturels en 2016.
En 2018, il présente l'artiste peintre Salvador Dalí dans son second roman graphique Le Rêve de Dali (El sueño de Dalí) chez le même éditeur.

## Publications

### Périodiques
- El Batracio Amarillo (es) no 90-199, 1994-2018[1]
- Chucky dans Generación sur no 1-2, 1996-1998[1]
- Chucky's Back no 1, 2001[5]
- Cristalina Carafina y su hermana Pataplaf no 1, 2003[6]
- Orce-Man. El hombre de Orce dans Colección divertiras no 2, 2003[7]
- Los fantasmas del teatro Calderón de la Barca no 1, 2006[8]
- ¡¡Qué hartura!! no 1, 2007[9]
- Una reliquia familiar dans Dos veces breve (es) no 18, 2009[10]
- Lagartija Nick, eternamente en vuelo dans Cretino (es) no 3, 2009[11]
- Hormigas no 1-2, 2013-2014[12],[13]
- Flamenco y cómic no 1, 2013[14]
- El Churro ilustrado no 1-2, 2019[15]

### Illustration
- La aventura de la primera vuelta al mundo no 1, 2017[16]

### Romans graphiques
- Sur les traces de Garcia Lorca (La Huella de Lorca[17]), Vertige Graphic, Paris, 2015
Scénario : El Torres - Dessin et couleurs : Carlos Hernández - 978-2-84999-117-6
- Le Rêve de Dali (El sueño de Dalí[18]), 21g, coll. « Destins d'histoire », Paris, 2020
Scénario, dessin et couleurs : Carlos Hernández - 979-10-93111-41-4